# Neomedievalismo
El término neomedievalismo carece de una definición precisa, pero ha sido utilizado por varios escritores, como los historiadores medievalistas, para referirse a la intersección entre la fantasía popular y la historia medieval; al estudio postmoderno de la historia medieval; y a una teoría política sobre las relaciones internacionales modernas.
Como palabra, se trata de un neologismo que fue popularizado por primera vez por el medievalista Umberto Eco en su ensayo de 1973, "Dreaming in the Middle Ages" ("Soñando durante la edad media").

## Cultura
El interés extendido hacia el medievo en la cultura popular, especialmente los videojuegos como MMORPGs, películas y televisión, la música neomedievalista y la literatura popular, ha sido denominado neomedieval. Los especialistas se han preguntado por qué los temas medievales siguen fascinando a grandes audiencias en un mundo moderno con una amplia influencia de lo tecnológico. Una explicación posible es la necesidad de una narración histórica romantizada para clarificar el panorama confuso de los acontecimientos políticos y culturales actuales.

## Teoría política
La idea de neomedievalismo en la teoría política se debatió por primera vez en 1977 por el teórico Hedley Bull en La sociedad anárquica. Un estudio sobre el orden en la política internacional. Bull sugirió que la sociedad estaba avanzando hacia una forma de "neomedievalismo" en el que las nociones individuales de derechos y una creciente sensación de un "bien común mundial" estaban socavando la soberanía nacional. Vio una compleja estratificación de las organizaciones internacionales, nacionales y subnacionales que podrían ayudar a "evitar los peligros clásicos del sistema de Estados soberanos por una estructura de estructuras superpuestas y lealtades transversales que sostienen todos los pueblos juntos en una sociedad universal y, al mismo tiempo, evitar la concentración inherente a un gobierno mundial".
Stephen J. Kobrin en 1998 añadió las fuerzas de la economía mundial digital a la imagen de neomedievalismo. En un artículo titulado "Volver al futuro: Neomedievalismo y la economía mundial digital posmoderna", publicado en 1998 en el Journal of International Affairs, argumenta que el estado soberano como lo conocemos - definido dentro de ciertos límites territoriales - está a punto de cambiar profundamente, si no a desaparecer, debido en parte a la economía digital mundial creada por Internet, sugiriendo que el ciberespacio es un dominio trans-territorial que opera fuera de la jurisdicción de las leyes nacionales.